# 5440 Terao
5440 Terao è un asteroide della fascia principale. Scoperto nel 1991, presenta un'orbita caratterizzata da un semiasse maggiore pari a 2,1717882 UA e da un'eccentricità di 0,1417365, inclinata di 4,55955° rispetto all'eclittica.
È intitolato al giapponese Hisashi Terao (1855–1923), primo professore di astronomia all'Università di Tokyo. 